# Neptis sakala
Neptis sakala är en fjärilsart som beskrevs av Hans Fruhstorfer 1908. Neptis sakala ingår i släktet Neptis och familjen praktfjärilar. Inga underarter finns listade i Catalogue of Life.